# Phyllonotus
Phyllonotus is een geslacht van weekdieren uit de klasse van de Gastropoda (slakken).

## Soorten
- Phyllonotus eversoni (D'Attilio, Myers & Shasky, 1987)
- Phyllonotus globosus Emmons, 1858
- Phyllonotus guyanensis Garrigues & Lamy, 2016
- Phyllonotus margaritensis (Abbott, 1958)
- Phyllonotus mexicanus (Petit de la Saussaye, 1852)
- Phyllonotus oculatus (Reeve, 1845)
- Phyllonotus peratus Keen, 1960
- Phyllonotus pomum (Gmelin, 1791)
- Phyllonotus salutensis Garrigues & Lamy, 2016
- Phyllonotus whymani Petuch & Sargent, 2011